# Laphystotes ariel
Laphystotes ariel är en tvåvingeart som beskrevs av Jason Gilbert Hayden Londt 2004. Laphystotes ariel ingår i släktet Laphystotes och familjen rovflugor. Inga underarter finns listade i Catalogue of Life.